# Lelonek
Lelonek (961 m), Wierch Lelonek (955 m) – szczyt w Gorcach, znajdujący się w długim, wschodnim (niżej zakręcającym na południowy wschód) grzbiecie Gorca, który poprzez przełęcz Wierchmłynne i Twarogi ciągnie się aż do Dunajca. Lelonek znajduje się w tym grzbiecie po zachodniej stronie przełęczy Wierch Młynne i sąsiaduje z Tokarką. Północne, strome i porośnięte lasem stoki Lelonka opadają do doliny Potoku Zasadnego. W południowo-wschodnim kierunku od Lelonka opada krótki grzbiet oddzielający główny ciek potoku Młynne od jego dopływu spod przełęczy Wierchmłynne. Należące do przysiółka Młynne w Ochotnicy Dolnej południowe stoki Lelonka są w dużym stopniu bezleśne. Dawniej w ich grzbietowej części oraz południowych stokach znajdowały się polany i pola uprawne. Obecnie w większości nie są już uprawiane i stopniowo zarastają lasem.
W ludowej gwarze lelonek oznaczał młodego jelenia. Po zachodniej stronie Lelonka znajduje się niewielka polana. Przez Lelonka nie prowadził dawniej żaden szlak turystyki pieszej, w 2015 r. jednak od przełęczy Wierchmłynne gmina Ochotnica Dolna wykonała na Gorc drogę o szerokości 3 m. Niezbędna była do transportu materiałów do budowy wieży widokowej na Gorcu, a służy także rowerzystom, narciarzom i turystom pieszym. Drogą tą poprowadzono nowy szlak turystyki rowerowej, narciarskiej i pieszej.
Przez Lelonka biegnie granica między wsią Ochotnica Dolna w powiecie nowotarskim i wsią Zasadne w powiecie limanowskim.
 przełęcz Wierchmłynne – Do Jacka – Wierch Lelonek – Tokarka – Bystrzaniec – Gorc. Długość 3,6 km.

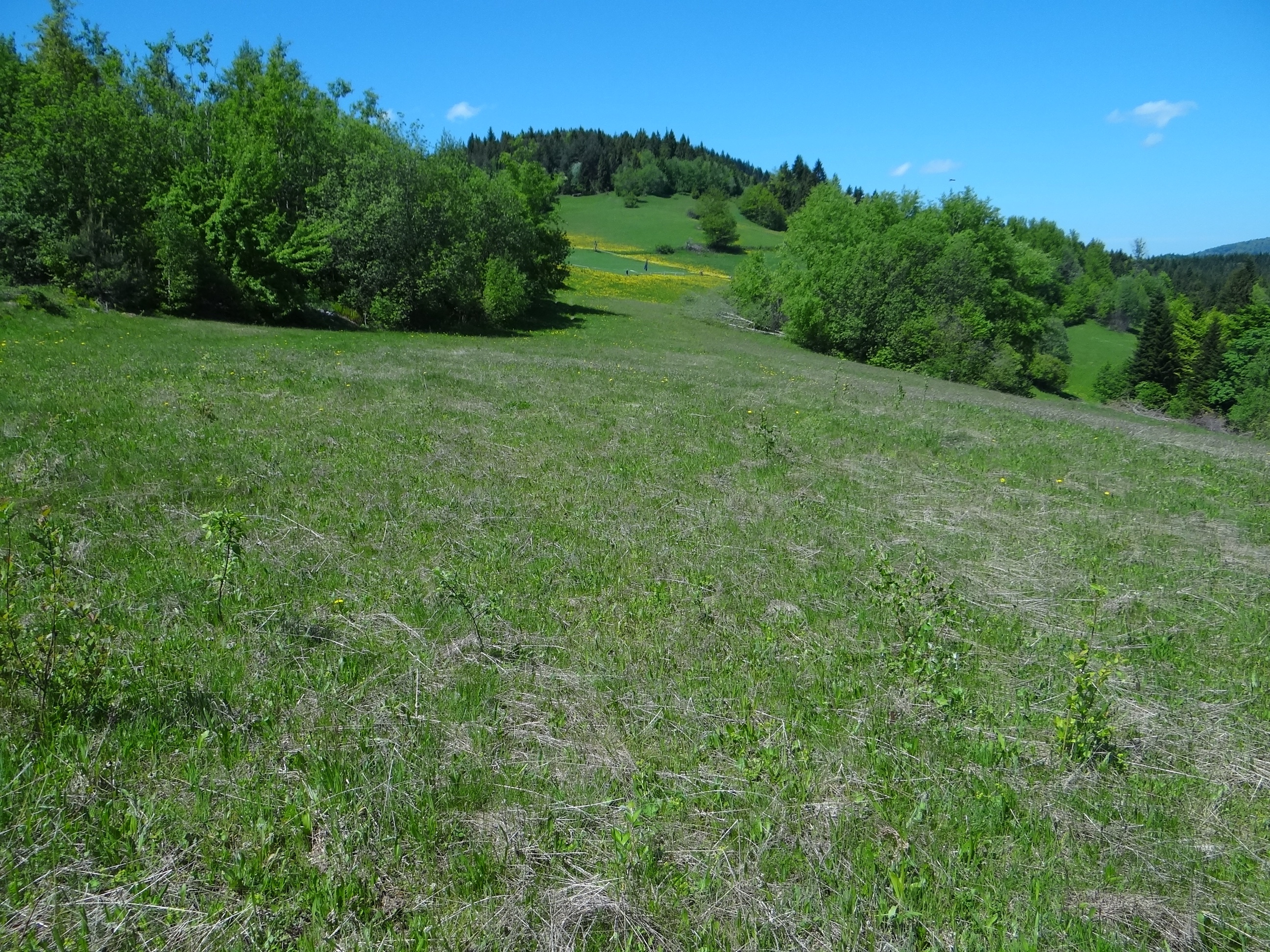
Wierch Lelonek, widok od wschodniej strony